# Bram van Heel

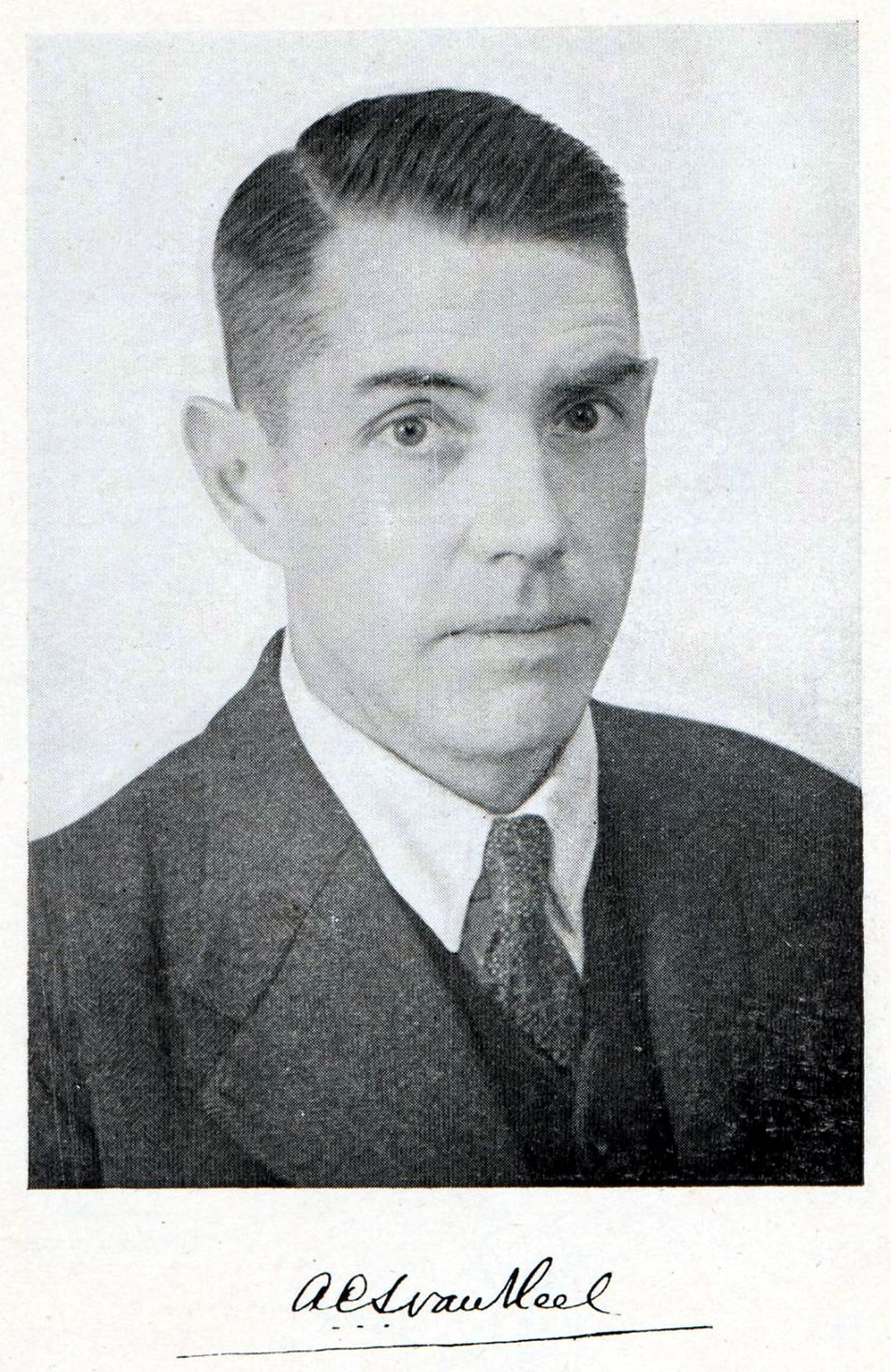
Prof. dr. A. C. S. van Heel, 1948

Abraham Cornelis Sebastiaan (Bram) van Heel (Pati (Nederlands-Indië), 17 juli 1899 – Delft, 18 mei 1966) was hoogleraar natuurkunde (vakgroep Optica) aan de toenmalige TH (thans TU) Delft. Hij geldt als de „vader van de technische optica in Nederland”.
Van Heel was een telg uit het geslacht Van Heel. Hij werd geboren in Midden-Java als zoon van Abraham Louis Cornelis van Heel. Deze was 1867 in Düsseldorf (Pruisen) geboren en was in Nederlands-Indië oprichter en directeur van de oliefabrieken 'Insulinde'.
A.C.S. van Heel studeerde natuurkunde in Leiden, waar hij afstudeerde en in oktober 1925 promoveerde bij Wander de Haas op het proefschrift Het vaste lichaam bij lage temperaturen optisch onderzocht. Tijdens zijn studie verbleef hij een jaar in Parijs, in het laboratorium van Charles Fabry, de mede-uitvinder van onder andere de Fabry-Pérot-interferometer. Hij volgde daar ook colleges bij Henri Chrétien, onder andere bekend van de Ritchey-Chrétientelescoop.
Aan dit verblijf in Parijs dankte hij een goede kennis van het Frans, hetgeen mede heeft bijgedragen aan zijn latere internationale bekendheid op optisch gebied.
Van Heel is vooral bekend geworden door zijn gemakkelijk toe te passen rekenmethodes voor het ontwerpen van optische systemen en de toepassing daarvan in concrete ontwerpen. Daarnaast was hij een goed docent. Met zijn studenten ontwierp hij optische instrumenten voor de sterrenwacht van de Universiteit Utrecht. Ook was hij actief in verschillende internationale fora op zijn vakgebied. Zo was hij mede-oprichter van de International Commission for Optics (ICO) (1948) en van het vaktijdschrift Optica Acta (1954), de voorloper van het huidige Journal of Modern Optics.
Hij heeft mede aan de wieg gestaan van een tweetal bedrijven in Delft, te weten de Optische Industrie „De Oude Delft” (het latere Oldelft), en Nonius, dat precisie-instrumenten maakte en later fuseerde met Enraf tot Enraf-Nonius.
Van zijn hand verscheen het bekende leerboek Inleiding in de optica, dat jarenlang het standaardleerboek op dit gebied was aan onder meer de TH Delft.
Uit zijn huwelijk met Huberta (Zus) Meerburg werden twee zoons geboren, Abraham Lodewijk Sebastien, gehuwd met dr. A.M.C.T. Kasteel, oud-lid van de Tweede Kamer der Staten-Generaal en prof. Huib van Heel, oud-hoogleraar aan de TU Delft. 
In 1965 sprak hij de legendarische woorden: "Het licht komt altijd van links, behalve als het van rechts komt." Deze quote staat nog altijd op een prominente plek op display bij de ImPhys Optica onderzoeksgroep van de TU Delft. 